# 第24回全国高等学校バスケットボール選抜優勝大会
第24回全国高等学校バスケットボール選抜優勝大会（だい24かい ぜんこくこうとうがっこうバスケットボールせんばつゆうしょうたいかい）は、1993年12月23日から29日まで代々木第二体育館と東京体育館で行われた全国高等学校バスケットボール選抜優勝大会である。

## 出場校
| 都道府県 | 男子             | 男子           | 女子                       | 女子           |
| 都道府県 | 出場校           | 出場回数       | 出場校                     | 出場回数       |
| -------- | ---------------- | -------------- | -------------------------- | -------------- |
| 北海道   | 東海大学第四     | 10年連続19回目 | 札幌山の手                 | 5年連続12回目  |
| 青森県   | 弘前実業         | 2年ぶり9回目   | 弘前学院聖愛               | 3年連続3回目   |
| 岩手県   | 盛岡南           | 3年ぶり2回目   | 盛岡市立                   | 初出場         |
| 宮城県   | 仙台             | 7年連続7回目   | 聖和学園                   | 2年ぶり6回目   |
| 秋田県   | 能代工業         | 24年連続24回目 | 湯沢北                     | 6年ぶり5回目   |
| 山形県   | 日本大学山形     | 6年連続15回目  | 山形市立商業               | 4年連続4回目   |
| 福島県   | 福島東           | 2年ぶり2回目   | 郡山女子                   | 3年ぶり2回目   |
| 茨城県   | 土浦日本大学     | 20年連続22回目 | 聖徳大学附属聖徳           | 初出場         |
| 栃木県   | 鹿沼東           | 4年連続5回目   | 宇都宮中央女子             | 初出場         |
| 群馬県   | 樹徳             | 初出場         | 高崎商業                   | 4年連続4回目   |
| 埼玉県   | 東京農業大学第三 | 2年連続3回目   | 星野女子                   | 2年ぶり6回目   |
| 千葉県   | 市立柏           | 8年ぶり2回目   | 昭和学院                   | 6年連続19回目  |
| 東京都1  | 京北             | 24年連続24回目 | 明星学園                   | 2年連続12回目  |
| 東京都2  | 國學院大學久我山 | 2年連続6回目   | 東亜学園                   | 4年連続12回目  |
| 神奈川県 | 横須賀市立工業   | 初出場         | 湘南女子                   | 初出場         |
| 山梨県   | 甲府西           | 初出場         | 富士学苑                   | 2年連続2回目   |
| 長野県   | 松商学園         | 初出場         | 長野清泉女学院             | 初出場         |
| 新潟県   | 新潟商業         | 14年ぶり4回目  | 新潟中央                   | 15年ぶり2回目  |
| 富山県   | 高岡商業         | 初出場         | 龍谷富山                   | 4年連続4回目   |
| 石川県   | 金沢             | 2年連続3回目   | 七尾商業                   | 2年ぶり4回目   |
| 福井県   | 北陸             | 15年連続16回目 | 足羽                       | 3年連続6回目   |
| 岐阜県   | 岐阜農林         | 2年ぶり16回目  | 岐阜女子                   | 2年連続2回目   |
| 静岡県   | 沼津学園         | 初出場         | 市立沼津                   | 4年ぶり6回目   |
| 愛知県   | 愛知工業大学名電 | 6年連続16回目  | 名古屋短期大学付属         | 11年連続11回目 |
| 三重県   | 津工業           | 初出場         | 四日市四郷                 | 2年連続2回目   |
| 滋賀県   | 瀬田工業         | 初出場         | 滋賀女子                   | 初出場         |
| 京都府   | 洛南             | 9年連続19回目  | 鳥羽                       | 3年連続3回目   |
| 大阪府   | 東住吉工業       | 5年ぶり2回目   | 樟蔭東                     | 12年ぶり10回目 |
| 兵庫県   | 育英             | 3年連続8回目   | 甲子園学院                 | 12年連続14回目 |
| 奈良県   | 市立一条         | 2年連続2回目   | 奈良文化短期大学付属       | 2年ぶり3回目   |
| 和歌山県 | 日高             | 初出場         | 和歌山信愛女子短期大学附属 | 2年連続3回目   |
| 鳥取県   | 鳥取東           | 3年連続3回目   | 倉吉北                     | 3年ぶり2回目   |
| 島根県   | 松江北           | 3年連続6回目   | 松江商業                   | 3年連続7回目   |
| 岡山県   | 倉敷工業         | 5年ぶり5回目   | 倉敷翠松                   | 3年連続4回目   |
| 広島県   | 広島商業         | 3年ぶり8回目   | 広島皆実                   | 2年連続2回目   |
| 山口県   | 山口             | 3年連続4回目   | 三田尻女子                 | 3年連続4回目   |
| 徳島県   | 城東             | 4年連続6回目   | 城北                       | 4年連続4回目   |
| 香川県   | 高松商業         | 2年連続10回目  | 明善                       | 初出場         |
| 愛媛県   | 新田             | 5年連続8回目   | 新居浜商業                 | 3年連続7回目   |
| 高知県   | 高知追手前       | 初出場         | 土佐女子                   | 10年ぶり3回目  |
| 福岡県   | 福岡大学附属大濠 | 7年連続20回目  | 中村学園女子               | 7年連続14回目  |
| 佐賀県   | 佐賀東           | 3年連続3回目   | 佐賀清和                   | 4年連続5回目   |
| 長崎県   | 長崎南山         | 2年連続3回目   | 純心女子                   | 2年連続3回目   |
| 熊本県   | 熊本工業         | 4年連続7回目   | 熊本女子商業               | 2年ぶり2回目   |
| 大分県   | 大分雄城台       | 2年連続2回目   | 藤蔭                       | 3年ぶり7回目   |
| 宮崎県   | 日向学院         | 初出場         | 小林                       | 4年連続11回目  |
| 鹿児島県 | れいめい         | 2年ぶり3回目   | 鹿児島女子                 | 4年連続14回目  |
| 沖縄県   | 北谷             | 2年連続3回目   | 普天間                     | 2年ぶり3回目   |

## 試合結果

### 男子
1回戦
- 土浦日本大学 103 - 56 熊本工業
- 新潟商業 77 - 57 福島東
- 日高 63 - 54 大分雄城台
- 弘前実業 96 - 65 高知追手前
- 北谷 92 - 49 甲府西
- 沼津学園 106 - 83 松商学園
- 横須賀市立工業 101 - 64 れいめい
- 市立一条 95 - 72 盛岡南

- 國學院大學久我山 89 - 67 金沢
- 瀬田工業 70 - 43 佐賀東
- 高岡商業 88 - 63 津工業
- 東海大学第四 88 - 57 日向学院
- 城東 60 - 58 育英
- 北陸 84 - 71 東京農業大学第三
- 岐阜農林 106 - 51 広島商業
- 山口 82 - 56 高松商業

2回戦
- 福岡大学附属大濠 104 - 34 日高
- 市立柏 99 - 54 瀬田工業
- 沼津学園 75 - 49 鳥取東
- 横須賀市立工業 91 - 74 新田
- 國學院大學久我山 69 - 67 日本大学山形
- 北谷 95 - 51 長崎南山
- 松江北 65 - 54 弘前実業
- 土浦日本大学 67 - 59 愛知工業大学名電

- 京北 68 - 57 城東
- 新潟商業 90 - 68 倉敷工業
- 東海大学第四 85 - 70 鹿沼東
- 東住吉工業 92 - 69 高岡商業
- 能代工業 77 - 60 山口
- 北陸 90 - 85 樹徳
- 仙台 77 - 41 岐阜農林
- 洛南 124 - 46 市立一条

3回戦
- 土浦日本大学 72 - 46 松江北
- 福岡大学附属大濠 80 - 50 沼津学園
- 市立柏 85 - 63 横須賀市立工業
- 國學院大學久我山 76 - 64 東海大学第四

- 京北 65 - 46 東住吉工業
- 仙台 81 - 79 新潟商業
- 能代工業 79 - 69 北陸
- 北谷 70 - 67 洛南

準々決勝
- 能代工業 94 - 88 京北
- 土浦日本大学 58 - 49 市立柏
- 福岡大学附属大濠 99 - 66 國學院大學久我山
- 仙台 75 - 71 北谷

準決勝
- 土浦日本大学 76 - 68 能代工業
- 福岡大学附属大濠 73 - 66 仙台

3位決定戦
- 能代工業 106 - 73 仙台

決勝
- 福岡大学附属大濠 79 - 74 土浦日本大学

### 女子
1回戦
- 熊本女子商業 91 - 45 明善
- 広島皆実 52 - 49 四日市四郷
- 倉吉北 78 - 76 足羽
- 市立沼津 57 - 53 純心女子
- 佐賀清和 54 - 51 岐阜女子
- 滋賀女子 69 - 52 新潟中央
- 昭和学院 107 - 60 城北
- 湯沢北 80 - 52 小林

- 倉敷翠松 86 - 61 和歌山信愛女子短期大学附属
- 東亜学園 81 - 35 山形市立商業
- 札幌山の手 51 - 48 高崎商業
- 鹿児島女子 60 - 34 龍谷富山
- 奈良文化女子短期大学付属 53 - 52 郡山女子
- 聖和学園 97 - 35 土佐女子
- 星野女子 101 - 29 盛岡市立
- 七尾商業 83 - 49 聖徳大学附属聖徳

2回戦
- 中村学園女子 108 - 60 熊本女子商業
- 市立沼津 61 - 49 樟蔭東
- 三田尻女子 66 - 34 佐賀清和
- 湯沢北 62 - 51 鳥羽
- 倉敷翠松 73 - 51 藤蔭
- 鹿児島女子 59 - 37 富士学苑
- 宇都宮中央女子 54 - 43 奈良文化女子短期大学付属
- 名古屋短期大学付属 76 - 51 七尾商業

- 広島皆実 50 - 49 甲子園学院
- 新居浜商業 112 - 46 倉吉北
- 昭和学院 89 - 49 普天間
- 札幌山の手 78 - 58 長野清泉女学院
- 星野女子 61 - 60 明星学園
- 東亜学園 72 - 43 弘前学院聖愛
- 聖和学園 62 - 47 湘南女子
- 滋賀女子 53 - 41 松江商業

3回戦
- 三田尻女子 61 - 55 中村学園女子
- 昭和学院 64 - 62 新居浜商業
- 倉敷翠松 52 - 41 宇都宮中央女子
- 星野女子 73 - 66 札幌山の手

- 広島皆実 75 - 46 滋賀女子
- 市立沼津 74 - 61 湯沢北
- 聖和学園 66 - 50 東亜学園
- 名古屋短期大学付属 77 - 52 鹿児島女子

準々決勝
- 昭和学院 82 - 61 星野女子
- 名古屋短期大学付属 58 - 40 市立沼津
- 聖和学園 61 - 38 広島皆実
- 三田尻女子 69 - 38 倉敷翠松

準決勝
- 名古屋短期大学付属 81 - 58 昭和学院
- 三田尻女子 57 - 55 聖和学園

3位決定戦
- 昭和学院 67 - 65 聖和学園

決勝
- 名古屋短期大学付属 61 - 35 三田尻女子

## 大会ベスト5
男子
- 知花武彦 (福岡大学附属大濠№4・3年)
- 伊藤義訓 (福岡大学附属大濠№8・3年) ※23回大会に続き2年連続2回目
- 安西智和 (土浦日本大学№4・3年)
- 鈴木浩平 (能代工業№7・3年)
- 大江俊之 (仙台№4・3年)

女子
- 江口真由美 (名古屋短期大学付属№4・3年)
- 服部梨絵 (名古屋短期大学付属№7・2年)
- 鳳山友恵 (三田尻女子№9・2年)
- 梶原春香 (昭和学院№6・3年)
- 宮本美希 (聖和学園№4・3年)